# Dasytrogus glabricollis
Dasytrogus glabricollis är en skalbaggsart som beskrevs av Edmund Reitter 1888. Dasytrogus glabricollis ingår i släktet Dasytrogus och familjen Melolonthidae. Inga underarter finns listade i Catalogue of Life.